# Wolf-Udo Smidt
Wolf-Udo Smidt (* 12. März 1929 in Rysum; † 1. August 1994 in Mollberg)
war ein evangelischer Theologe und Schriftführer der Bremischen Evangelischen Kirche.
Wolf-Udo Smidt, ein Sohn des Pfarrers und späteren Landessuperintendenten Udo Smidt, absolvierte in den Jahren 1953 und 1956 seine Theologischen Examina und weilte von 1954 bis 1955 anlässlich eines Studienjahres am New College in Edinburgh in Schottland.
Von 1953 bis 1954 war Smidt in Bentheim Vikar der dortigen evangelisch-reformierten Gemeinde und von 1955 bis 1957 Vikar und Hilfsprediger in Esklum.
Von 1956 bis 1957 hatte Smidt die kommissarische Leitung des Landesjugendpfarramtes inne und war von 1957 bis 1966 Gemeindepastor in Bremerhaven-Geestemünde. Von 1966 bis zum Eintritt in den Ruhestand 1991 hatte er die Pfarrstelle in Bremen-Blockdiek inne.
Zusätzlich zum Dienst als Gemeindepastor war Wolf-Udo Smidt von 1977 bis 1989 Schriftführer des Kirchenausschusses der Bremischen Evangelischen Kirche, was nach der Verfassung dieser Landeskirche dem geistlichen Leiter (in anderen Landeskirchen: Bischof oder Kirchenpräsident) entspricht. Sein Nachfolger wurde Ernst Uhl.
Von 1989 bis 1994 war er Bundesvorsitzender der Evangelischen Arbeitsgemeinschaft für Kriegsdienstverweigerung und Frieden (EAK).